# Кордиљери
Кордиљери су планински венац који се простире дуж западног краја америчког континента од Аљаске до Патагоније (Огњене земље). Чине га два велика планинска венца: Стеновите планине у Северној Америци и Анди у Јужној Америци. Кордиљери такође представљају окосницу вулканског лука који чини источну половину Пацифичког ватреног појаса.
Од севера према југу, планински венац се дели на више мањих венаца. Почиње са Аљаска и Брукс групама планина на Аљасци и пролази кроз Јукон у Британској Колумбији. Главни појас Стеновитих планина паралелно са Пацифичким планинским масивом наставља се кроз Британску Колумбију и острво Ванкувер. У Сједињеним Америчким Државама гране Кордиљера обухватају Стеновите планине, Сијера Неваду, Каскадне планине и обалске делове Вашингтона, Орегона и Калифорније. У Мексику, Кордиљери се настављају на Западне и Оријенталне Сијера Мадре, као окосница планинама полуострва Доња Калифорнија.
Планине од Мексика северно зову се заједно Северноамерички Кордиљери или Западни Кордиљери у САД и Канади, а такође се зову и Канадски Кордиљери или Пацифички Кордиљери у Канади.
Кордиљери се настављају кроз планински масив у Централној Америци, у Гватемали, Хондурасу, Никарагви, Костарики и Панами и прелазе у Анде у Јужној Америци. Анди се, са својим паралелним ланцима и ланцем острва Чилеа, настављају у Колумбију, Венецуелу, Еквадор, Перу, Боливију, Аргентину, Чиле, до самог краја Јужне Америке у Огњеној земљи. Поред тога, венац се може пратити кроз планине закривљене Јужне Џорџије, преко Јужног океана до планине Грејем на Антарктику.

## Опис

### Северна Америка
Ланци Кордиљера од Мексика ка северу се заједнички називају Северноамерички Кордиљери.
Од севера ка југу, овај низ преклапајућих и паралелних опсега почиње са Аљаским и Бруксовским венцем на Аљасци и пролази кроз Јукон у Британску Колумбију. Главни појас Стеновитих планина, заједно са паралелним планинама Колумбија и Обалским венцима планина и острва, наставља се кроз Британску Колумбију и острво Ванкувер. У Сједињеним Државама, огранци Кордиљере обухватају Стеновите планине, Сијера Неваду, Каскаде, и разне мале Пацифичке обалске венце. У Мексику, Кордиљери се настављају кроз Запанде Сијера Мадре и Сијера Мадре Оријентал, као и кроз планине окоснице полуострва Баја Калифорнија.
Кордиљери се настављају кроз планинске ланце Централне Америке у Гватемали, Хондурасу, Никарагви, Костарики и Панами и постаје венац Анда у Јужној Америци.

### Јужна Америка и Антарктик
Кордиљери, настављајући кроз Централну Америку, наставља се кроз Јужну Америку, па чак и на Антарктик. У Јужној Америци, Кордиљери су познати као планине Анди. Анди са својим паралелним ланцима и острвским ланцима уз обалу Чилеа настављају се преко Колумбије, Венецуеле, Еквадора, Перуа, Боливије, Аргентине и Чилеа до најјужнијег врха Јужне Америке у Огњеној земљи. Кордиљери се настављају дуж Шкотског лука пре него што стигну до планина Антарктичког полуострва.